# Блек-Крік (містечко, Вісконсин)
Блек-Крік (англ. Black Creek) — місто (англ. town) в США, в окрузі Автаґемі штату Вісконсин. Населення — 1251 особа (2020).

## Демографія
Згідно з переписом 2010 року, у місті мешкало 1259 осіб у 469 домогосподарствах у складі 383 родин. Було 487 помешкань
Расовий склад населення:
| - 96,9 % — білих - 0,6 % — корінних американців - 0,6 % — азіатів - 0,2 % — чорних або афроамериканців |

До двох чи більше рас належало 1,7 %. Частка іспаномовних становила 0,4 % від усіх жителів.
За віковим діапазоном населення розподілялося таким чином: 24,0 % — особи молодші 18 років, 63,3 % — особи у віці 18—64 років, 12,7 % — особи у віці 65 років та старші. Медіана віку мешканця становила 42,6 року. На 100 осіб жіночої статі у місті припадало 108,8 чоловіків;  на 100 жінок у віці від 18 років та старших — 109,0 чоловіків також старших 18 років.
Середній дохід на одне домашнє господарство  становив 72 792 долари США (медіана — 70 263), а середній дохід на одну сім'ю — 81 709 доларів (медіана — 72 188). Медіана доходів становила 53 313 долари для чоловіків та 41 250 доларів для жінок. За межею бідності перебувало 8,4 % осіб, у тому числі 9,3 % дітей у віці до 18 років та 8,2 % осіб у віці 65 років та старших.
Цивільне працевлаштоване населення становило 775 осіб. Основні галузі зайнятості: виробництво — 23,7 %, освіта, охорона здоров'я та соціальна допомога — 17,7 %, транспорт — 11,1 %, будівництво — 10,1 %.